# ستيفن هاينز
ستيفن هاينز هو سياسي أمريكي، ولد في 1801، وتوفي في 1879. انتخب عضو جمعية ولاية نيويورك ‏.